# بتيليوس
بتيليوس (Πτελεός) هي مدينة في ماغنيسيا في مقاطعة فوريا إلادا في اليونان.